# توماس إيسومبا
توماس إيسومبا (بالفرنسية: Thomas Essomba) (مواليد 2 ديسمبر 1987) هو ملاكم كاميروني، مثّل بلاده في الألعاب الأولمبية الصيفية في دورتي 2008 و2012.

## روابط خارجية
توماس إيسومبا على موقع بوكس ريك (الإنجليزية) (registration required)
- توماس إيسومبا على موقع أوليمبيديا (الإنجليزية)
- توماس إيسومبا على موقع اتحاد ألعاب الكومنولث (مؤرشف) (الإنجليزية)
- توماس إيسومبا على موقع دورة ألعاب الكومنولث 2006 (مؤرشف) (الإنجليزية)